# Mistrzostwa Wielkopolski w piłce nożnej (1914)
Zorganizowane przez Związek Polskich Towarzystw Sportowych.

## Tabela
| M | Nazwa klubu  | Mecze | Zwycięstwa | Remisy | Porażki | Bilans bramkowy | Punkty |
| 1 | Warta Poznań | 2     | 2          | 0      | 0       | 8-4             | 4      |
| 2 | Posnania     | 2     | 0          | 0      | 2       | 4-8             | 0      |

Ostrovia Ostrów nie rozegrała żadnego meczu.
Legenda:
|  | Mistrz Wielkopolski |

## Mecze
- 15.02.1914 Posnania – Warta 3:6
- 10.05.1914 Warta – Posnania 2:1